# Ante Primović
Ante Primović O.F.M. (Dubrovnik, 3. listopada 1627. – Dubrovnik, 14. siječnja 1703.) bio je prelat Katoličke Crkve koji je služio kao biskup trebinjsko-mrkanski od 1669. do 1703.

## Životopis
Ante (Antun) je rođen 3. listopada 1627. godine u uglednoj dubrovačkoj pučkoj obitelji Benedikta Primovića. Na krštenju je dobio ime Vicko. U Dubrovniku je stekao osnovnu i srednjoškolsku naobrazbu. Godine 1644. stupa u franjevački red. Za svećenika je zaređen 24. rujna 1650. godine. Nakon toga postaje lektor na franjevačkom učilištu, a zatim i lopudski gvardijan. Godine 1666. izabran je na provincijskom kapitulu za provincijala.
Dana 6. travnja 1667. Dubrovnik je pogodio veliki potres. Kako bi zatražili od europskih vladara pomoć, dubrovačke su vlasti izabrale svoje poslanike između kojih i fra Antuna. On je poslan u Rim kako bio obavijestio papu i njegove suradnike. Kasnije je s istim zadatkom poslan u misiju francuskom kralju Luju XIV.
Trebinjsko-mrkanski biskup Scipion de Martinis 1668. godine se odrekao biskupske službe. Dubrovačka vlada je 28. prosinca 1668. za njegova nasljednika predložila fra Antuna, nakon čega ga je papa 15. srpnja 1669. imenovao na tu službu. Zaređen je 21. srpnja iste godine. Glavni zareditelj mu je bio Carlo kard. Pio di Savoia, a suzareditelji Tommaso de Sarria i Ivan Antun Zborovac.
Kako zbog potresa nije mogao boraviti ni u Dubrovniku ni u biskupiji, od Propagande je tražio da mu odrede mjesto boravka. Propaganda mu je odredila Rijeku Dubrovačku (Omblu) gdje je ostao 8 godina. Kako bi mogao lakše obavljati biskupijske dužnosti, ponovno traži novo boravište. Propaganda mu 1679. za rezidenciju određuje Slano. Tu ostaje vrlo kratko da bi se zatim, uz pristanak Propagande, nastanio u Dubrovniku. Uz to je imao uvjet da svake godine posjeti biskupiju. Istovremeno je imao odobrenje da u Dubrovniku može imati pontifikalne mise. Za pohoda biskupiji svoje je vjernike često poučavao temeljnim vjerskim istinama i osnovnim molitvama. Redovito je izvještavao Propagandu o svojim godišnjim pohodima. Tijekom pohoda biskupiji Turci su ga više puta napadali s namjerom da ga opljačkaju. Zbog toga je često vodio sa sobom branitelje koji bi ga štitili od napada. Za pohoda biskupiji dijelio je sudbinu svojih siromašnih vjernika. Spavao je na zemlji pokrivenoj slamom i hranio se siromašnom hranom.
Župu Popovo je razdijelo na Ravno i Beleniće, a od župe Gradac odijelio župu Dobranje. Zabilježeno je da za njegova upravljanja biskupijom nijedna katolička obitelj nije prešla na pravoslavlje niti na islam, a da je uspio vratiti na katoličanstvo više pravoslavnih obitelji. Župnicima je naredio da vode matice krštenih, što je do tada bilo zapušteno. Župnici su, prema njegovoj odluci, morali naučiti čitati i pisati mladiće koji su ih posluživali.
Kada je Primović preuzeo biskupiju 1669. godine, biskupija je imala jednog svećenika, don Marka Božića. Don Marko umire sljedeće godine te biskupija ostaje bez ijednog dijecezanskog svećenika. Biskup Primović se za pomoć obratio bosanskoj franjevačkoj provinciji koja mu je i poslala dvojicu svećenika. Zbog nedostatka vlastitog klera usredotočio se na odgoj svećeničkog podmlatka. Trebinjska je biskupija imala vlastito sjemenište u Dubrovniku (Collegium Orthodoxum Budislavum) koje nije bilo funkcionalno zbog raznih nesuglasica.  Primović 1676. izvještava Propagandu kako je u njegovo doba sjemenište nauzgor. Zato je predložio Propagandi da se zauzme kod kardinala protektora Loretskog kolegija da se osigura jedno mjesto za kandidate Trebinjske biskupije. Sam je biskup u kuću primio četvoricu mladića iz Trebinjske biskupije gdje ih je poučavao u čitanju, pisanju i vladanju. Nakon te osnovne obuke mogli su nastavljati filozofsko-teološke studije u Fermu i Loretu. Za vrijeme njegova biskupovanja zaređeno je 5 dijecezanskih svećenika.
Za njegova upravljanja biskupijom neki su pravoslavni monasi izražavali želju za sjedinjenje s Rimom. Sam je biskup Primović istima pisao pisma preporuke s kojima bi išli u Rim priznati papin primat te su se iz Rim vraćali s raznim darovima. Kasnije je Propaganda na osnovu Primovićeva pisma zabranila dolaske istih u Rim prepoznajući u njima prijetvornost pišući kako „njima nije do sjedinjenja, nego do novca i darova koje kasnije upotrebljavaju protiv katolika”. Godine 1673. navodi kako je iguman Grigorije u Zavali položio ispovijest vjere u njegove ruke te potpisao sjedinjenje u svoje ime i u ime svih kaluđera.
Pećki patrijarh 1674. ishođuje od sultana ferman prema kojem su katolici bili dužni, uz plaćanje turskih nameta, plaćati i porez pravoslavnim episkopima. Biskup Primović naredne godine odlazi u Rim gdje je obavijestio Propagandu o tim događajima. Tamo je pronašao zatvorena vrata te je preko dubrovačkog ambasadora u Carigradu, Marina Kaboge, uspio opozvati ferman.
Za vrijeme Bečkog rata, mletačke su vlasti nasilno preselie 4.000 ljudi s područja istočne Hercegovine u okolicu Opuzena. Kako bi se Turci osvetili, ubijali su pobunjenike, a kuće popalili. Tako je Trebinjska biskupija opet ostala opustošena. U cijeloj je biskupiji ostalo 60-ak domaćinstava i samo jedan svećenik. Od 1695. područje biskupije potpalo je pod mletačku upravu, ali Primović je ni tada nije mogao posjećivati. Primović se obratio Propagandi da posreduju po tom pitanju te oni, zbog starosti i bolesti Primovića, imenuju Nikolu Bijankovića za vizitatora trebinjsko-mrkanske biskupije. Nakon mira u Srijemskim Karlovcima (1699.) velik dio Trebinjske biskupije pripao je Turcima, a pod Mlečanima ostaju sela Slivno, Vidonje i Dobranje.
Dana 23. travnja 1699. blagoslovio je kamen temeljac crkve sv. Ignacija u Dubrovniku. Umro je u Dubrovniku 14. siječnja 1703. godine. Pokopan je u franjevačkoj grobnici u crkvi Male braće.
U literaturi se navodi i kao: Antonije Primović, Antonio Primi, Antun Prvić, Antun Primojević.

## Spisateljska djelatnost
- „Savez poštenja i hrabrosti” [„La lega dell' onesta e del volare”] (Venecija, 1702.)[13]

### Knjige
- Perić, Ratko. 2020. Kronotaksa trebinjsko-mrkanskih biskupa s nekim prijepornim pitanjima.   Krešić, Milenko (ur.). Trebinjsko-mrkanska biskupija za vrijeme posljednjeg biskupa ordinarija Nikole Ferića (1792.-1819.) i nakon njega. Teološko-katehetski institut u Mostaru. Mostar. str. 9–33

### Članci
- Pejić, Pijo Mate. 2005. Dva biskupa iz reda franjevaca. Radovi Zavoda za povijesne znanosti HAZU u Zadru. Zadar (47): 225–246
- Seferović, Relja. 2011. Fantazija povijesti: legenda biskupa Antuna Primija o kralju Pavlimiru. Anali Zavoda za povijesne znanosti Hrvatske akademije znanosti i umjetnosti u Dubrovniku. Dubrovnik (49): 133–178

### Mrežna sjedišta
- Bishop Antonio Primi, O.F.M. Obs. †. www.catholic-hierarchy.org (engleski). Pristupljeno 27. prosinca 2022.

| Titule u Katoličkoj Crkvi      | Titule u Katoličkoj Crkvi              | Titule u Katoličkoj Crkvi |
| ------------------------------ | -------------------------------------- | ------------------------- |
| prethodnik Scipion de Martinis | Biskup trebinjsko-mrkanski 1669.–1703. | nasljednik Ante Righi     |